# Pittosporum longisepalum
Pittosporum longisepalum är en tvåhjärtbladig växtart som beskrevs av Bakker. Pittosporum longisepalum ingår i släktet Pittosporum och familjen Pittosporaceae. Inga underarter finns listade.